# Pamela Lyndon Travers
Helen Lyndon Goff, conocida por su pseudónimo literario Pamela Lyndon Travers (Maryborough, Queensland, Australia, 9 de agosto de 1899-Londres, 23 de abril de 1996), fue una escritora, actriz y periodista australiana, creadora de la famosa niñera de ficción Mary Poppins en el libro del mismo nombre. En 1924 se mudó a Inglaterra, donde escribió bajo el seudónimo de P.L. Travers. En 1933, comenzó a escribir su serie de novelas infantiles acerca de la mística y mágica niñera Mary Poppins. Durante la Segunda Guerra Mundial, mientras trabajaba para el Ministerio de Información Británico, Travers viajó a Nueva York, donde Walt Disney contactó con ella para que le vendiera los derechos de Mary Poppins a Disney Studios, para usar el personaje en una película.
Sus populares libros han sido adaptados muchas veces, destacando la película de Mary Poppins de 1964 protagonizada por Julie Andrews, y la adaptación musical en escena de la película originalmente producida en Londres en 2004 y estrenada en Broadway en 2006.
Por sus contribuciones a la literatura, Travers fue nombrada oficial de la Orden del Imperio Británico por la Reina Isabel II en 1977.

## Primeros años
Helen Lyndon Goff (conocida entre su familia como Lyndon) nació en Maryborough, Queensland, Australia. Su padre, Travers Robert Goff, era de ascendencia irlandesa y nacido en Deptford, sur de Londres, Inglaterra. Un alcohólico crónico, Travers Goff fracasó en su carrera como gerente de banco, y finalmente fue descendido al puesto de simple empleado. La madre de Travers fue Margaret Agnes Morehead, sobrina de Boyd Dunlop Morehead, primer ministro de Queensland de 1888 a 1890. La ocupación del padre de Travers llevó a la familia a Allora (Queensland) en 1905, donde murió su padre a la edad de 43 años, cuando ella tenía siete años y, aunque se dio como causa de su muerte un ataque epiléptico, ella siempre creyó que la causa fue haber bebido agua no potable. Después de la muerte de su padre, Lyndon Goff junto con su madre y sus hermanas, se mudó a Bowral, Nueva Gales del Sur en 1907, viviendo ahí hasta 1917. Pamela estudió en la escuela de niñas Normanhurst en Ashfield, Sídney, durante la Primera Guerra Mundial.

## Carrera
Travers comenzó a publicar sus poemas cuando era todavía una adolescente y escribió para The Bulletin y Triad mientras crecía su reputación como actriz. Realizó giras por Australia y Nueva Zelanda con una compañía shakespeariana itinerante, antes de ir de gira por Inglaterra en 1924. Allí se dedicó a escribir bajo el pseudónimo de P.L. Travers (las dos primeras iniciales se utilizaron para disfrazar su nombre de mujer, una práctica también adoptada por otras escritoras).
En el año 1925, mientras estaba en Irlanda, Travers conoció al poeta William George Russell (AE), que, como editor de The Irish Statesman, aceptó publicar algunos de sus poemas. A través de Russell, Travers conoció a William Butler Yeats y a otros poetas irlandeses, lo que despertó su interés por el mundo de la mitología. Más tarde, el místico ruso George Gurdjieff causó un gran efecto sobre ella, al igual que en otras figuras literarias.

## Mary Poppins
Publicado en Londres en 1934, Mary Poppins fue el primer éxito literario de Travers. Le siguieron una serie de cinco secuelas (la última en 1988), así como otras novelas, colecciones de poesía y obras de no ficción.
La compañía Disney realizó una adaptación musical de la obra en 1964. Aunque fue asesora de la producción, el personaje de Mary Poppins en la película difiere de la concepción original de Travers y esta fue la causa por la que no autorizó la adaptación de las cuatro secuelas siguientes de la novela, pese a los intentos de Disney para persuadirla.
Mientras aparecía como invitada en el programa de radio Desert Island Discs de la emisora de radio BBC Radio 4 en mayo de 1977, Travers reveló que el nombre “Mary Poppins” se originó de historias de su infancia que creó para sus hermanas, y que aún poseía un libro de esa edad con ese nombre escrito dentro. La tía abuela de Travers, Helen Morehead, quien vivía en Woollahra, Sídney, solía decir “Spit spot, a la cama”, lo que fue una posible inspiración para el personaje.
| Fecha | Nombre original                      | Nombre                            | 1.ª edición en España    | 2.ª edición en España   |
| ----- | ------------------------------------ | --------------------------------- | ------------------------ | ----------------------- |
| 1934  | Mary Poppins                         | Mary Poppins                      | Editorial Juventud, 1943 | Editorial Alianza, 2002 |
| 1935  | Mary Poppins Comes Back              | Ha vuelto Mary Poppins            | Editorial Juventud, 1944 | Editorial Alianza, 2002 |
| 1943  | Mary Poppins opens the door          | Mary Poppins abre la puerta       | Editorial Juventud, 1963 |                         |
| 1952  | Mary Poppins in the Park             | Mary Poppins en el parque         | Editorial Juventud, 1964 |                         |
| 1963  | Mary Poppins From A to Z             | Mary Poppins de la A a la Z       |                          |                         |
| 1975  | Mary Poppins in the Kitchen          | Mary Poppins en la Cocina         |                          |                         |
| 1982  | Mary Poppins in Cherry Tree Lane     |                                   |                          |                         |
| 1988  | Mary Poppins and the House Next Door | Mary Poppins y la Casa de al Lado |                          |                         |

## Vida personal
Aunque Travers tuvo numerosas relaciones fugaces con hombres a lo largo de su vida, vivió durante más de una década con Magde Burnand, hija del dramaturgo y exeditor de Punch, Sir Francis Burnand. Compartieron un apartamento en Londres de 1927 a 1934, para luego trasladarse a Pound Cottage cerca de Mayfield (Sussex Oriental), donde residían cuando Travers publicó el primero de los libros de Mary Poppins. Su amistad, en palabras de un biógrafo, sería “intensa”, pero también igualmente ambigua.
A los 40 años, Travers adoptó a un niño pequeño irlandés al que llamó Camillus Travers Hone, nieto de Joseph Hone, primer biógrafo de W.B. Yeats, que crio a sus siete nietos con su mujer. Camillus no fue consciente de la existencia de su verdadera familia ni de sus hermanos hasta los 17 años, cuando uno de ellos, Anthony, llegó a Londres y llamó a la puerta de la casa de Travers. Había estado bebiendo y exigiendo ver a su hermano. Travers se negó a permitírselo y amenazó con llamar a la policía. Anthony se fue, pero poco después, Camillus, tras una discusión con Travers, fue en busca de su hermano y lo encontró en una taberna en Kings Road.
Travers fue condecorada como Oficial de la Orden del Imperio Británico en 1977. Vivió hasta una edad muy avanzada, pero su salud fue delicada hacia el final de su vida. Murió en Londres el 23 de abril de 1996 a la edad de 96 años.
Su hijo adoptivo Camillus murió en Londres en noviembre de 2011.

## En cine y televisión

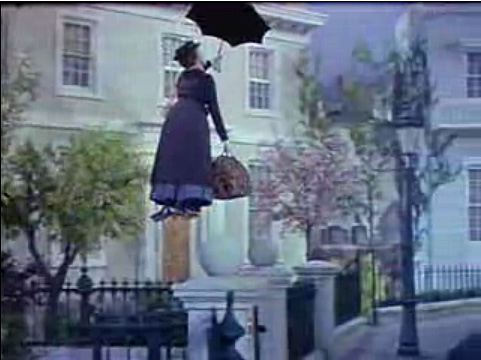
Mary Poppins llegando al Pasaje de los Cerezos en la película de Disney.

- Mary Poppins (1964), musical producido por Walt Disney e interpretado por Julie Andrews y Dick Van Dyke, basado en la novela del mismo nombre.

- Mary Poppins (1979), versión soviética con propuesta puramente teatral.

- Adiós Mary Poppins (1983), otra versión soviética concebida como miniserie musical en dos partes para TV, dirigida por Leonid Kvinikhidze.

- Saving Mr. Banks (2013), interpretada por la actriz Emma Thompson. Basada en la vida de P.L. Travers y en las dificultades que tuvo Disney para hacerse con los derechos para hacer el guion de la película Mary Poppins.

- El regreso de Mary Poppins (2018), secuela de Mary Poppins de 1964. La trama se ubica en el año 1935 en Londres, en donde los niños Banks ya son mayores. Un adulto Michael Banks y sus 3 hijos van a perder su casa por un embargo, y aparece Mary Poppins junto con Jack para ayudarlos. La protagonizaron Emily Blunt como Mary Poppins y Lin-Manuel Miranda como Jack. La dirigió Rob Marshall.